# 总务厅 (满洲国)
总务厅，为满洲国国务院一机关。表面上是满洲国国务总理大臣直属，为了处理部属内机密、人事、主计及其他相关需要事项而设立的辅助单位与幕僚组织，但实质上能掌握国政上的机密、人事与财政，通过配置于各处的日本官吏之手，决定与执行各种重要政务，“担任着有如满洲国中枢神经一般的角色”。

## 概要
虽然在官方体制上，总务厅只是国务总理大臣的辅助机关，但它不仅负责各部局（相当于省厅）的综合协调，还通过一手掌握预算和人事权，实际上成为了国政的中枢机构（总务厅中心主义）。 从总务厅长官以下，主要职位大多由日本人担任。
总务厅中心主义也影响了日本本土，宫崎正义、昭和研究会，甚至陆军都主张在统治机构改革中设立类似的机构。 此外，它对企划院的设立也产生了一定的影响。

## 组织
- 官房
- 企划处
- 法制处
- 人事处
- 主计处
- 统计处
- 弘报处（1937年前称情报处）
- 地方处

## 历代正副总务长官
总务长官
※其最高领导者的名称建国初称为总务厅长官，1933年起称总务厅长，1937年起称总务长官。
| 届数 | 姓名              | 在任时间                     |
| ---- | ----------------- | ---------------------------- |
| 1    | 驹井德三          | 1932年3月10日—1932年10月5日  |
| 2    | 阪谷希一 （代理） | 1932年10月5日—1933年7月22日  |
| 3    | 遠藤柳作          | 1933年7月22日—1935年5月11日  |
| 4    | 长冈隆一郎        | 1935年5月11日—1936年4月3日   |
| 5    | 大达茂雄          | 1936年4月9日—1936年12月16日  |
| 6    | 星野直树          | 1936年12月16日—1940年7月21日 |
| 7    | 武部六藏          | 1940年7月24日—1945年8月18日  |

总务厅次长
| 姓名                   | 在任时间                                                                            |
| ---------------------- | ----------------------------------------------------------------------------------- |
| 阪谷希一               | 1932年6月1日—1935年5月15日                                                          |
| 大达茂雄               | 1935年5月15日—1936年4月9日                                                          |
| 神吉正一 谷次亨        | 1936年6月2日—1939年3月22日 1937年7月1日—1941年1月6日                                |
| 岸信介                 | 1939年3月22日—1939年10月19日                                                        |
| 薄田美朝               | 1939年10月19日—1940年5月16日                                                        |
| 松木侠 王允卿 古海忠之 | 1940年5月16日—1943年6月19日 1941年1月6日—1942年9月29日 1941年11月15日—1945年8月18日 |
| 卢元善                 | 1942年9月29日—1943年4月1日                                                          |
| 徐家恒 源田松三        | 1943年4月1日—1944年12月16日 1943年6月19日—1945年3月12日                             |
| 王贤炜                 | 1944年12月16日—1945年8月18日                                                        |

## 知名相关人士
- 星野直树（大藏官僚、国务院总务长官）
- 岸信介（商工官僚、国务院总务厅次长、战后内阁总理大臣）
- 古海忠之（大藏官僚，国务院总务厅次长，战后于1963年从抚顺战犯管理所释放）
- 源田松三（大藏官僚，国务院总务厅次长，战后曾任加计町（日语：加計町）町长）
- 竹本孙一（日语：竹本孫一）（企划院（日语：企画院）官僚，国务院总务厅参事官，战后曾任民社党众议院议员，2002年去世）

※星野直树和岸信介二人，与其他三人（东条英机、鮎川义介、松冈洋右）并称为满洲五巨头，掌握满洲国实权。

## 关联条目
- 满洲国
- 满洲国国务院